# 南山殿塔
南山殿塔，是位于中华人民共和国浙江省台州临海市巾山东峰的阁楼式砖塔，建于明代万历年间。2019年10月16日入选第八批全国重点文物保护单位。

## 概况
南山殿塔立于巾山西南坡天宁寺南山殿前，与南山殿佛门相映，是为了纪念唐朝名将张巡而建的。该塔建于明万历四十六年（1618年），形制不大，也并非佛塔。和巾山东大塔一样，为六面五层的楼阁式砖塔，保存比较完整，外形也比较规整；但因受雷击，塔刹已毁，塔顶也有严重的损毁。南山殿塔残高16.3米，塔顶较平缓，塔身以平砖一道表示平座、额枋，腰檐用菱角牙子结合平砖叠涩出跳，檐角有起翘。每层的每面都辟有壸门，表面可能有绘出角柱、间柱等。

## 文物保护历史
2005年3月16日公布为第五批浙江省文物保护单位，2019年10月7日与千佛塔合并，成为第八批全国重点文物保护单位——巾山塔群的一部分。